# Boyer (Saône-et-Loire)
Pour les articles homonymes, voir Boyer.
Boyer est une commune française située dans le département de Saône-et-Loire, en région Bourgogne-Franche-Comté.

## Géographie
Village situé en Saône-et-Loire (Bourgogne-Franche-Comté) à côté de Tournus.
Avec 1 693 hectares (soit 16,93 km²), Boyer est, par la superficie, la troisième plus vaste commune de la communauté de communes du Mâconnais-Tournugeois (derrière Tournus et Montbellet et devant Lugny).

### Hameaux
Les différents hameaux sont Venière, Limone et le Bourg.

### Accès et transports
Cette commune est desservie par l'A6, la N 6 et le train. Située à 2,2 km de Jugy, 2,4 km de Vers, 3,7 km de Tournus, 4,5 km de Mancey et de Montceau-Ragny, 29 km de Chalon-sur-Saône, 36 km de Mâcon, 93 km de Lyon, 317 km de Paris et 369 km de Marseille.

### Hydrographie
La commune est délimitée à l'est par la Saône, principal affluent du Rhône. Elle est aussi traversée par deux petits affluents de la Saône qui sont l'un la Natouze et l'autre la Merderie.

### Géologie et relief
L'altitude moyenne se situe entre 195 m à 220 mètres.
Sur le territoire de la commune se trouve le Mouron (296 mètres), sommet dont le « franchissement » par la route de poste reliant Lyon à Paris fut longtemps problématique (en raison d'une pente atteignant les 7 à 9 %), ce qui nécessita, de 1845 à 1847, la réalisation de travaux de rectification du tracé de cette route qui permirent de le contourner par l'est (la route de Poste étant devenue, à cette date, la route Royale no 6).

### Climat
Pour des articles plus généraux, voir Climat de la Bourgogne-Franche-Comté et Climat de Saône-et-Loire.
En 2010, le climat de la commune est de type climat océanique dégradé des plaines du Centre et du Nord, selon une étude du Centre national de la recherche scientifique s'appuyant sur une série de données couvrant la période 1971-2000. En 2020, Météo-France publie une typologie des climats de la France métropolitaine dans laquelle la commune est exposée à un climat semi-continental et est dans la région climatique Bourgogne, vallée de la Saône, caractérisée par un bon ensoleillement (1 900 h/an), un été chaud (18,5 °C), un air sec au printemps et en été et des vents faibles.
Pour la période 1971-2000, la température annuelle moyenne est de 11,5 °C, avec une amplitude thermique annuelle de 18 °C. Le cumul annuel moyen de précipitations est de 877 mm, avec 11,4 jours de précipitations en janvier et 7,3 jours en juillet. Pour la période 1991-2020, la température moyenne annuelle observée sur la station météorologique de Météo-France la plus proche, « Romenay », sur la commune de Romenay à 17 km à vol d'oiseau, est de 11,8 °C et le cumul annuel moyen de précipitations est de 983,9 mm. 
La température maximale relevée sur cette station est de 40,7 °C, atteinte le 12 août 2003 ; la température minimale est de −19,5 °C, atteinte le 17 janvier 1985,,.
Les paramètres climatiques de la commune ont été estimés pour le milieu du siècle (2041-2070) selon différents scénarios d'émission de gaz à effet de serre à partir des nouvelles projections climatiques de référence DRIAS-2020. Ils sont consultables sur un site dédié publié par Météo-France en novembre 2022.

## Urbanisme

### Typologie
Au 1er janvier 2024, Boyer est catégorisée commune rurale à habitat dispersé, selon la nouvelle grille communale de densité à sept niveaux définie par l'Insee en 2022.
Elle est située hors unité urbaine. Par ailleurs la commune fait partie de l'aire d'attraction de Tournus, dont elle est une commune de la couronne,. Cette aire, qui regroupe 14 communes, est catégorisée dans les aires de moins de 50 000 habitants,.

### Occupation des sols
L'occupation des sols de la commune, telle qu'elle ressort de la base de données européenne d’occupation biophysique des sols Corine Land Cover (CLC), est marquée par l'importance des territoires agricoles (77,8 % en 2018), en diminution par rapport à 1990 (80,5 %). La répartition détaillée en 2018 est la suivante : 
terres arables (37,3 %), prairies (35,7 %), forêts (13 %), zones agricoles hétérogènes (4,7 %), zones urbanisées (4,4 %), eaux continentales (3,9 %), zones industrielles ou commerciales et réseaux de communication (1 %). L'évolution de l’occupation des sols de la commune et de ses infrastructures peut être observée sur les différentes représentations cartographiques du territoire : la carte de Cassini (XVIIIe siècle), la carte d'état-major (1820-1866) et les cartes ou photos aériennes de l'IGN pour la période actuelle (1950 à aujourd'hui).

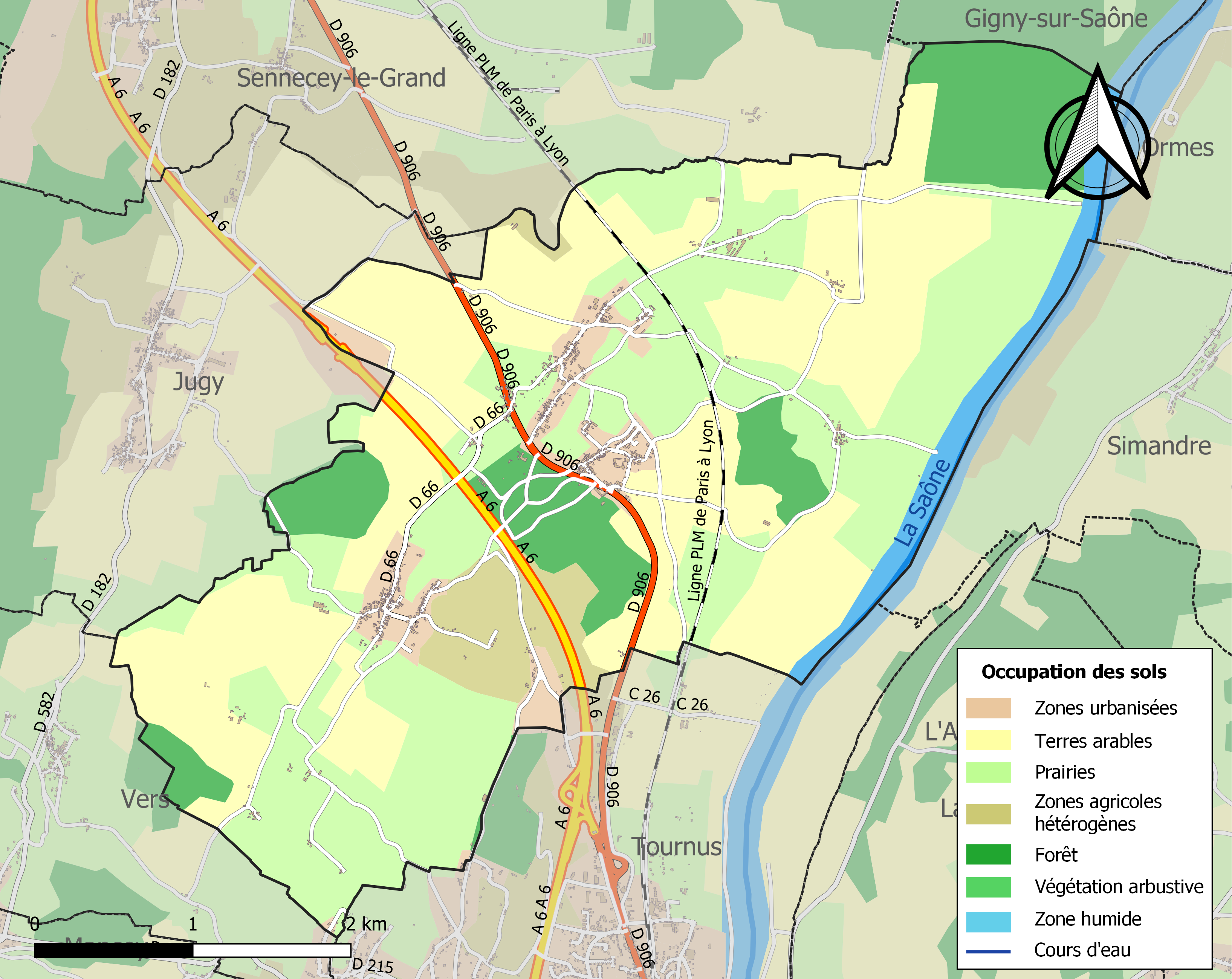
Carte des infrastructures et de l'occupation des sols de la commune en 2018 (CLC).

## Toponymie

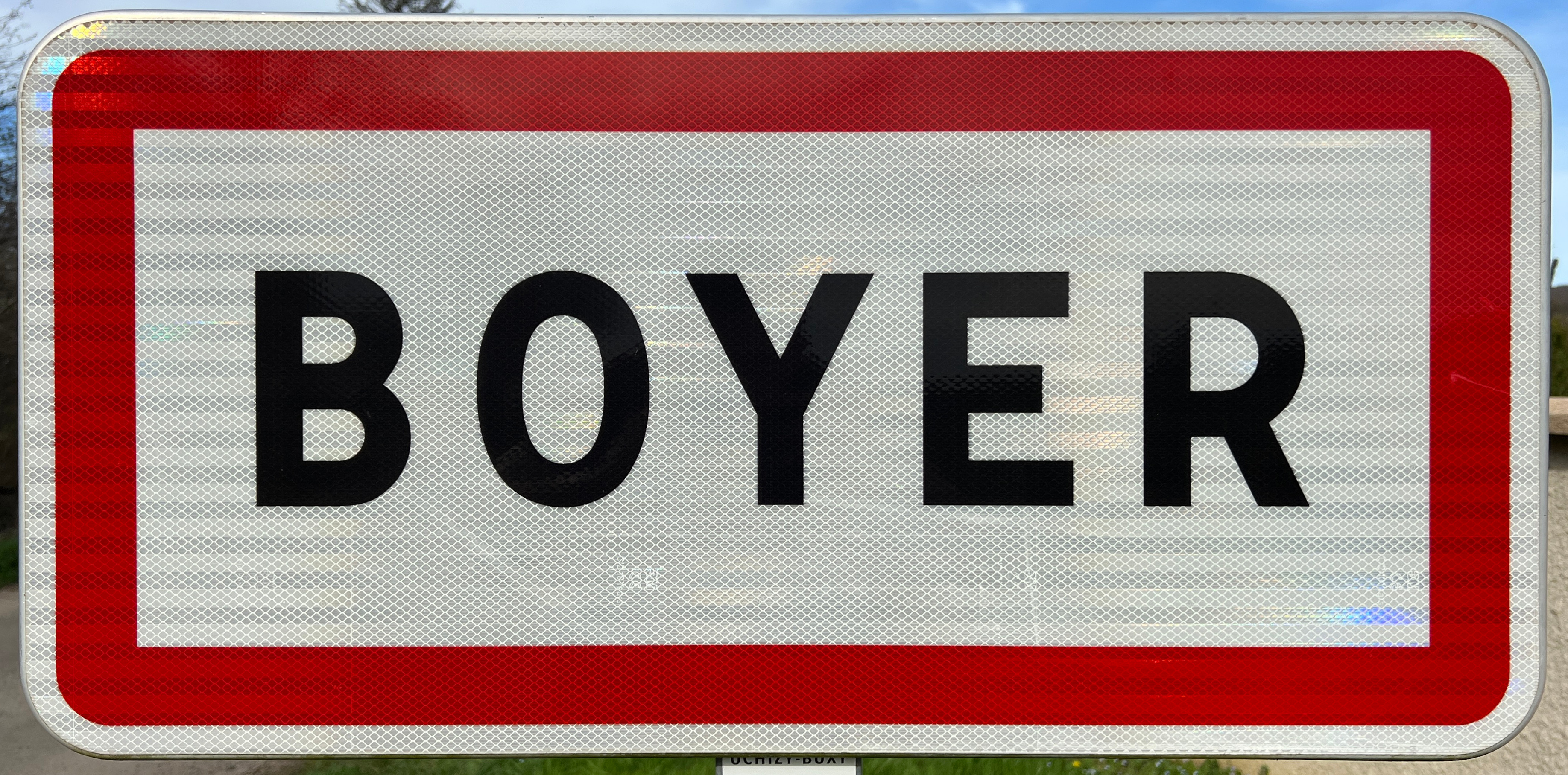
Panneau d'entrée dans le village.

Cette commune tient son nom d'une peuplade résistante à Jules César, appelée les Boïens.

## Politique et administration

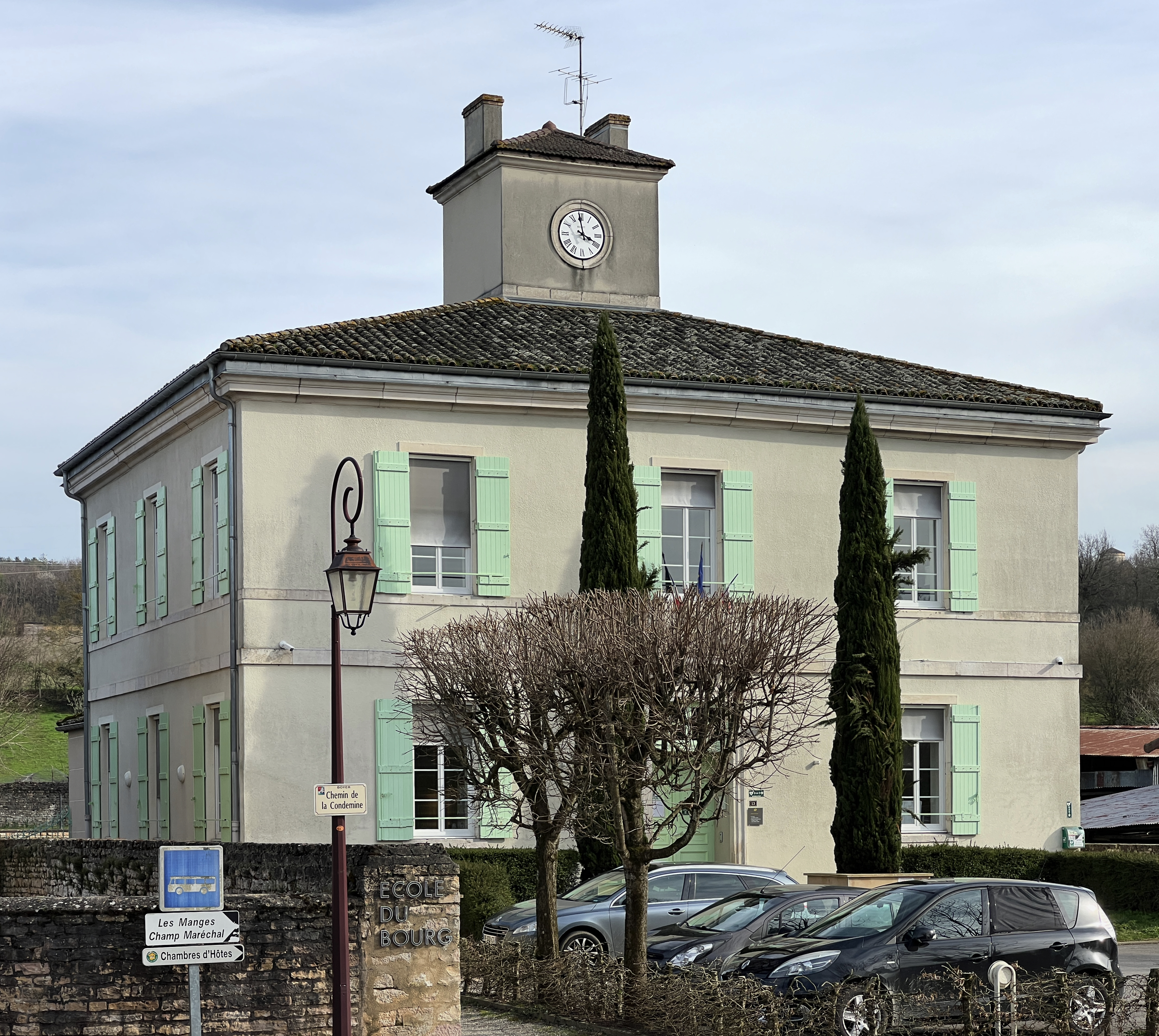
Mairie.

### Tendances politiques et résultats

#### Élections législatives
Le village de Boyer faisant partie de la quatrième circonscription de Saône-et-Loire, place en tête lors du 1er tour des élections législatives françaises de 2022, Cécile Untermaier (PS), députée sortante, arrive en tête avec 32,48 % des suffrages comme lors du second tour, avec cette fois-ci, 63,75 % des suffrages.

### Liste des maires de Boyer
| Période                                  | Période   | Identité           | Étiquette | Qualité                    |
| ---------------------------------------- | --------- | ------------------ | --------- | -------------------------- |
| Les données manquantes sont à compléter. |           |                    |           |                            |
| 1981                                     | 1998      | Owen Schmidt       | UDR       | Député                     |
| ?                                        | ?         | Jean Braillon      | UDR       | Député                     |
| avant 1988                               | ?         | Paul Ferré         |           |                            |
| mars 2001                                | mars 2008 | Michel Burdin      |           | Retraité de l'enseignement |
| mars 2008                                | en cours  | Jean-Paul Bontemps |           | (démissionnaire Août 2023) |

## Démographie
L'évolution du nombre d'habitants est connue à travers les recensements de la population effectués dans la commune depuis 1793. Pour les communes de moins de 10 000 habitants, une enquête de recensement portant sur toute la population est réalisée tous les cinq ans, les populations de référence des années intermédiaires étant quant à elles estimées par interpolation ou extrapolation. Pour la commune, le premier recensement exhaustif entrant dans le cadre du nouveau dispositif a été réalisé en 2007.

En 2022, la commune comptait 726 habitants, en évolution de +2,4 % par rapport à 2016 (Saône-et-Loire : −1,06 %, France hors Mayotte : +2,11 %).
| 1793  | 1800  | 1806  | 1821  | 1831  | 1836  | 1841  | 1846  | 1851  |
| ----- | ----- | ----- | ----- | ----- | ----- | ----- | ----- | ----- |
| 1 122 | 1 276 | 1 225 | 1 334 | 1 362 | 1 333 | 1 337 | 1 378 | 1 415 |

| 1856  | 1861  | 1866  | 1872  | 1876  | 1881  | 1886  | 1891  | 1896  |
| ----- | ----- | ----- | ----- | ----- | ----- | ----- | ----- | ----- |
| 1 353 | 1 335 | 1 333 | 1 362 | 1 315 | 1 329 | 1 193 | 1 096 | 1 015 |

| 1901  | 1906 | 1911 | 1921 | 1926 | 1931 | 1936 | 1946 | 1954 |
| ----- | ---- | ---- | ---- | ---- | ---- | ---- | ---- | ---- |
| 1 046 | 975  | 974  | 854  | 807  | 773  | 811  | 803  | 750  |

| 1962 | 1968 | 1975 | 1982 | 1990 | 1999 | 2006 | 2007 | 2012 |
| ---- | ---- | ---- | ---- | ---- | ---- | ---- | ---- | ---- |
| 760  | 704  | 673  | 646  | 655  | 639  | 671  | 675  | 681  |

| 2017 | 2022 | - | - | - | - | - | - | - |
| ---- | ---- | - | - | - | - | - | - | - |
| 719  | 726  | - | - | - | - | - | - | - |

Sexe : hommes : 50,1 % femmes : 49,9 %.

## Culture locale et patrimoine

### Lieux et monuments

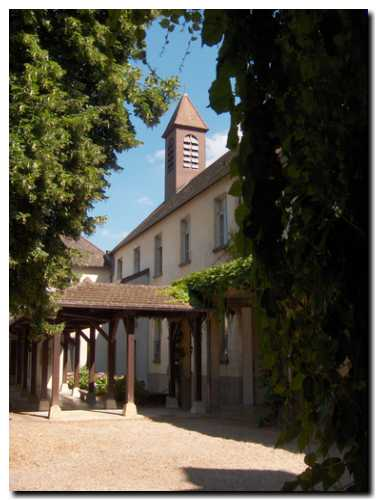
Abbaye de Venière.

- La Pierre Fiche est un menhir classé monument historique depuis 1923[21].
- L'abbaye Notre-Dame de Venière, communauté de sœurs bénédictines affiliée à la congrégation de Subiaco. Le monastère, transféré à Boyer en 1963, a été érigé en abbaye en 1971.
- L'église Saint-Loup, dont le clocher a été restauré en 1991 et paré à cette occasion d'un nouveau coq.
- Le château de l'Arvolot.
- Le château de Pymont.
- Le château de Venière.
- Le lavoir de Limone[22].
- La fontaine Saint-Loup[23].

Boyer est le point de départ de l'un des 17 circuits balisés mis en place en 2022-2023 (sur 58 communes de Saône-et-Loire) par plusieurs intercommunalités au sein du territoire du Massif Sud Bourgogne, intitulé Au fil des moulins et panorama de La Garenne (5,9 kilomètres, 123 mètres de dénivelé, départ au niveau du parking situé aux abords de l'église Saint-Loup).

### Personnalités liées à la commune
- Saint Loup, évêque de Chalon-sur-Saône en l'an 601, né à Boyer[25].

## Pour approfondir